# Червона мечеть (Ісламабад)
Красна мечеть, Лал-Масджид (урду لال مسجد) — одна з найбільших мечетей Пакистану, розташована в Ісламабаді. Побудована у 1965.

## Історія
У 2007 парафіяни Червоної мечеті оголосили про вихід із правового поля світського Пакистану та встановлення законів шаріату. 4 липня розпочалася облога. 9 липня на околицях мечеті вбито трьох китайських робітників, які відвідували місцевий бордель. Штурм Червоної мечеті здійснено 10 липня і спричинило загибель понад 100 осіб. За офіційними даними пакистанської влади, в ході спецоперації було вбито 53 ісламісти. Також загинули 10 пакистанських військовослужбовців, переважно елітних підрозділів командос.
6 липня 2008 о 19:50 за місцевим часом біля мечеті вибухнула бомба, загинули 12 поліцейських та 4 цивільних. Пакистанські офіційні особи пояснили цей теракт помстою ісламістів за події річної давності.